# Mega Track
Der Mega Track ist ein Supersportwagen des französischen Automobilherstellers Aixam, der zwischen 1992 und 2000 gebaut wurde. Hergestellt wurden in dieser Zeit lediglich fünf oder sechs Exemplare.

## Übersicht
Das Konzept des Mega Track wurde von Georges Blain, dem Chef von Aixam, erdacht. Damals war das Unternehmen auf Autos ohne Führerschein (sogenannte Leichtfahrzeuge) spezialisiert, wollte sich aber breiter aufstellen und gründete zu diesem Zweck die Marke Mega, unter der Blain einen Supersportwagen bauen wollte. Das Projekt, aus dem der Track hervorging, begann im Jahr 1990. Präsentiert wurde der Mega Track 1992 auf dem Pariser Autosalon.

### Technik
Angetrieben wurde der Mega Track von einem 6,0-Liter-V12-Ottomotor aus dem Mercedes-Benz S600 vom Typ M120, mit einer Leistung von 394 PS (290 kW) und einem maximalen Drehmoment von 570 Nm. Ursprünglich war statt des Hinterradantriebs ein Allradantrieb für das Fahrzeug geplant, der jedoch wegen seiner Kompliziertheit nicht verwirklicht wurde. 
Der Mega Track war ein Sportwagen, der auch geländetauglich sein sollte, weshalb er ein höhenverstellbares Fahrwerk erhielt. Das Fahrzeug kann in der höchsten Fahrwerkseinstellung bis zu 34 cm an Bodenfreiheit gewinnen. Zu diesem Zweck hatte der Mega Track große 20-Zoll-Reifen (285/55 ZR20 vorne und 325/50 ZR20 hinten), die speziell von Michelin nur für dieses Modell hergestellt wurden. Der Kraftstofftank des Mega Track fasst 110 Liter, der Verbrauch variiert zwischen ca. 20 Litern auf der Straße bis zu 50 Litern im Gelände. Die Rückleuchten des Mega Track stammen vom Audi Coupé (B3).
Von 0 auf 100 km/h beschleunigt der Mega Track in 5,4 Sekunden, die Höchstgeschwindigkeit beträgt elektronisch begrenzt 250 km/h.

### Produktion
Jedes Fahrzeug wurde in der Fabrik in Aix-les-Bains von Hand gefertigt. 1992 betrug der Preis des Mega Track 1,7 Millionen Francs (ohne Steuern). Teilweise wegen dieses Preises war der Track ein kommerzieller Misserfolg. Angeblich wurden weltweit nur fünf bis sechs Exemplare verkauft, zwei davon befinden sich heute in der Zentrale der Aixam-Gruppe.

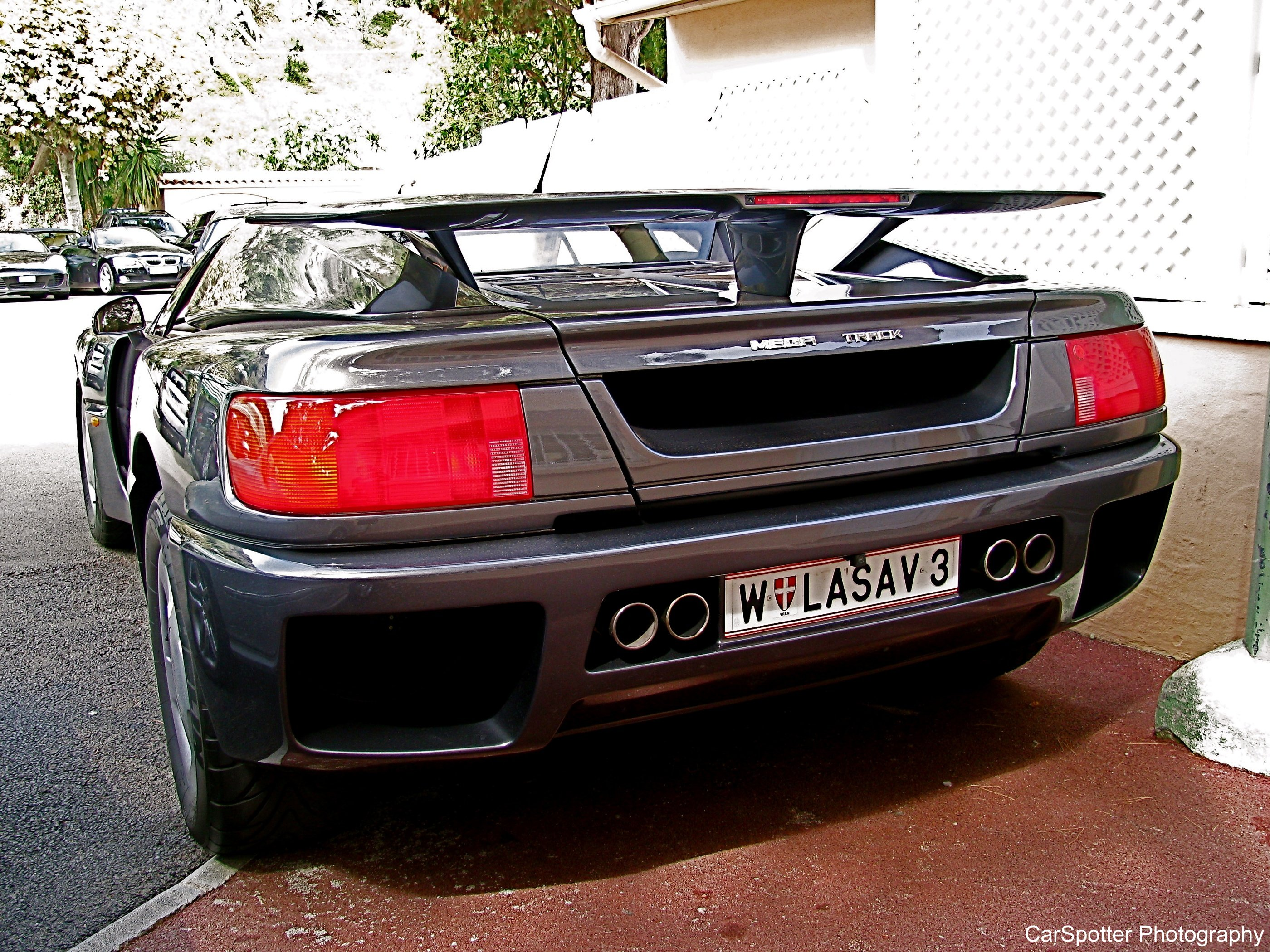
Heckansicht
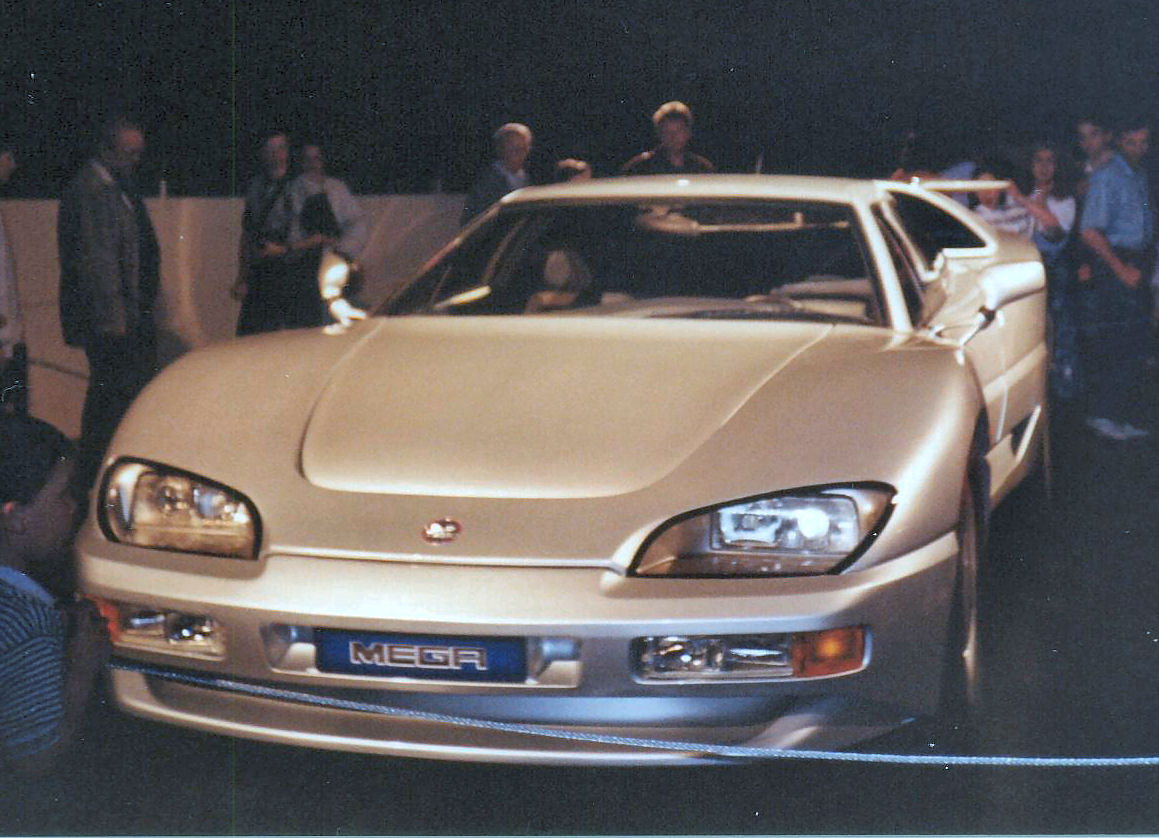
Mega Track, ausgestellt auf einer Automesse (1993)
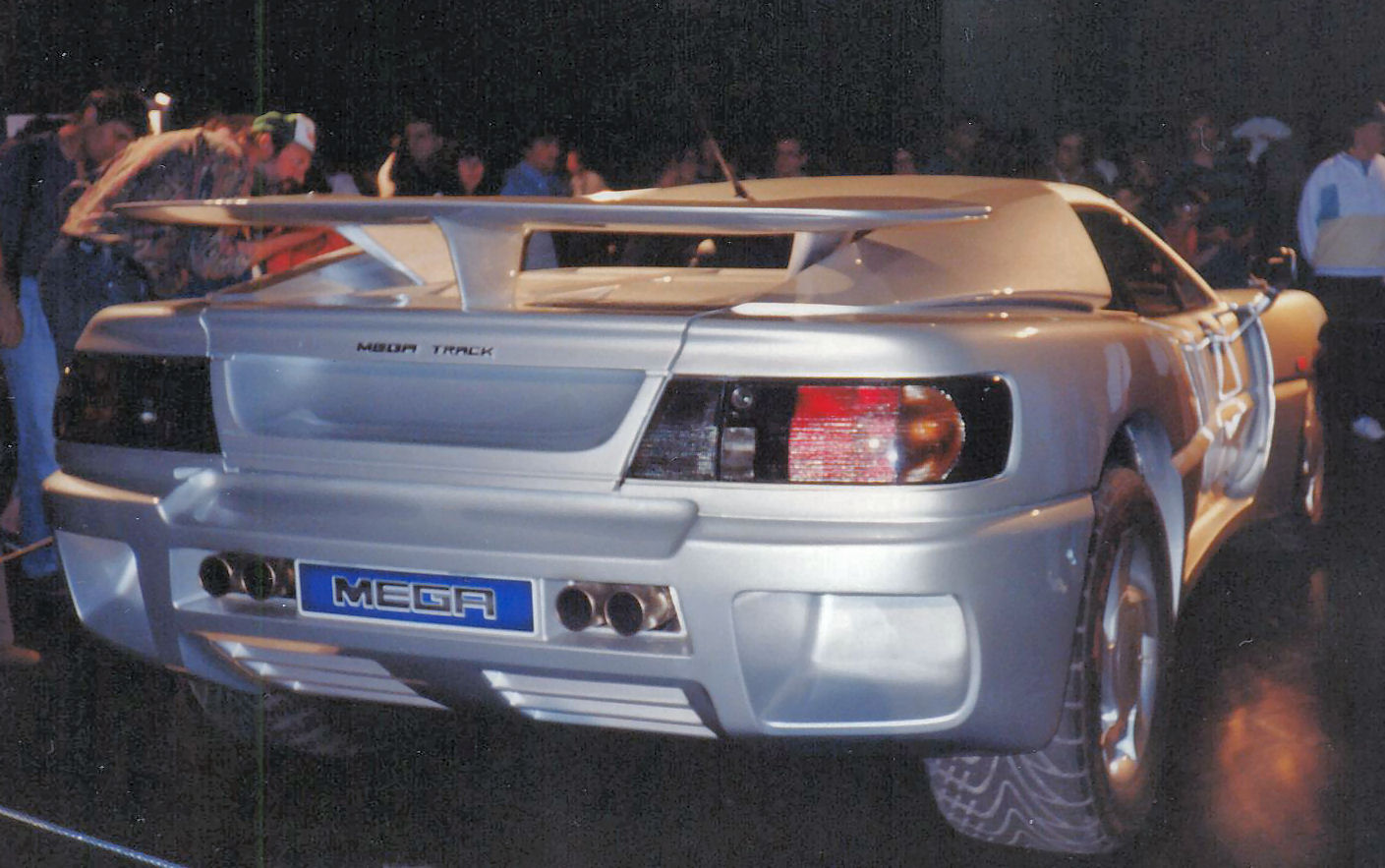
Heckansicht
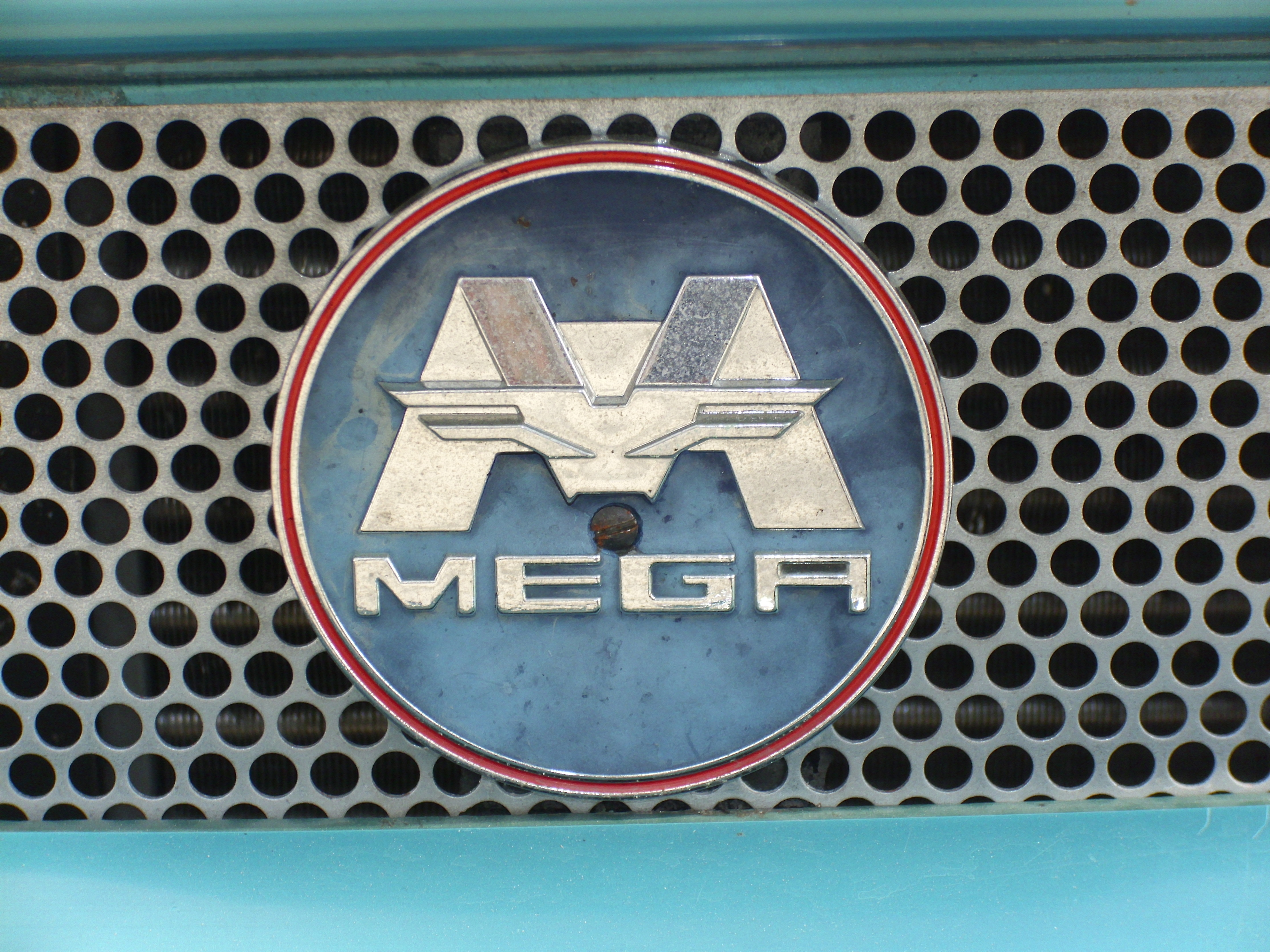
Emblem Mega